# Cabvinita
La cabvinita és un mineral de la classe dels halurs.

## Característiques
La cabvinita és un halur de fórmula química Th₂F₇(OH)(H₂O)₃. Va ser aprovada com a espècie vàlida per l'Associació Mineralògica Internacional l'any 2016. Cristal·litza en el sistema tetragonal. Aquest mineral presenta un nou tipus d'estructura. Es tracta del primer mineral purament halur de tori i el també primer fluorur de tori.

## Formació i jaciments
Va ser descoberta a Punta de Su Seinargiu, a Sarroch, a la ciutat metropolitana de Càller (Sardenya, Itàlia), un indret on han estat descobertes vuit espècies minerals. Es tracta de l'únic lloc on ha estat trobada aquesta espècie.